# Venia
Venia Seyfulina & Jocqué, 2009 è un genere di ragni appartenente alla famiglia Linyphiidae.

## Distribuzione
L'unica specie oggi attribuita a questo genere è stata reperita nel Kenya.

## Tassonomia
A giugno 2012, si compone di una specie:
- Venia kakamega Seyfulina & Jocqué, 2009[3] - Kenya